# Orchid (Florida)
Orchid is een plaats (town) in de Amerikaanse staat Florida, en valt bestuurlijk gezien onder Indian River County.

## Demografie
Bij de volkstelling in 2000 werd het aantal inwoners vastgesteld op 140.
In 2006 is het aantal inwoners door het United States Census Bureau geschat op 288, een stijging van 148 (105.7%).

## Geografie
Volgens het United States Census Bureau beslaat de plaats een oppervlakte van
4,8 km², waarvan 3,2 km² land en 1,6 km² water.

## Plaatsen in de nabije omgeving
De onderstaande figuur toont nabijgelegen plaatsen in een straal van 8 km rond Orchid.